# Erik Bengtson (författare)
Erik Bengtson, född 21 juli 1938 i Degerfors, är en svensk lärare och författare. Han tog studentexamen i Karlstad 1959 och filosofisk ämbetsexamen i svenska och historia vid Uppsala universitet 1964.
Bengtson bokdebuterade 1963 med diktsamlingen I somras och har därefter gett ut ett femtontal böcker, där Heja röda vita laget, som är en roman om bruksorten Degerfors blivit uppläst i Radio. Vid sidan om författandet är han verksam som lärare.
Bengtson var värd för Sommar i P1 den 15 juli 1982.

## Priser och utmärkelser
- 1971 – Albert Bonniers stipendiefond för yngre och nyare författare
- 1974 – Nya Wermlands-Tidningens stipendium
- 1975 – Jeremias i Tröstlösa-stipendiet
- 1978 – Karlstad stads kulturstipendium till Gustaf Frödings minne
- 1988 – Frödingmedaljen
- 1997 – Wermländska Sällskapets i Stockholm kulturstipendium
- 2008 – Region Värmlands författarstipendium
- 2008 – Årets värmlandsförfattare
- 2011 – Värmlands Idrottshistoriska Sällskaps stipendium[2]
- 2017 - Region Värmlands Frödingstipendium[3]